# Дональд Рейд Кабраль
Джозеф Дональд Рейд Кабраль (ісп. Joseph Donald Reid Cabral; 9 липня 1923, Сантьяго-де-лос-Трейнта-Кабальєрос, Домініканська Республіка — 22 липня 2006) — домініканський державний діяч, голова правлячого Тріумвірату Домініканської Республіки (1963—1965).

## Біографія
Дональд Рейд Кабраль народився в Сантьяго-де-лос-Трейнта-Кабальєрос, Домініканська Республіка. Був нащадком переселенця з Шотландії, його прадід Хосе Марія Кабраль займав президентський пост в 1866—1868 роках. Здобув вищу юридичну освіту в Університеті Санто-Домінго. Працював адвокатом, потім перейшов ло дипломатичної роботи, в тому числі обіймав посаду спеціального посланника ООН в Ізраїлі. Також активно займався автодилерським бізнесом, як посередник поставляв американські автомобілі армії і поліції Домініканської республіки. Особисті статки Кабраля оцінювалося в 8 мільйонів доларів.
1962—1963 роках був членом і віце-президентом Державної ради (Consejos де Estado).
В 1963 році після повалення президента Хуана Боша член, а з грудня — голова правлячого Тріумвірату Домініканської Республіки. На цій посаді він одночасно обіймав посади міністрів закордонних справ і оборони. Його уряд в першу чергу спирався на підтримку США і тому часто іменувалося маріонетковим. У цей період відзначено значне зростання корупції при одночасному загостренні соціально-економічних і суспільно-політичних проблем країни: брак продовольства через посуху, масового безробіття і зростання числа страйків.
24 квітня 1965 повстанці зайняли столицю країни і проголосили тимчасовим президентом Хосе Урінья, що був віце-президентом при Хуані Боше і якого через два дні замінив полковник Франсіско Альберто Кааманьйо.
У 1979 році Карбаль стає членом Адміністративної ради американо-домініканського Інституту культури (ICDA). З 1996 року, після виходу у відставку президента Хоакіна Балагера, став його наступником на посту голови Християнсько-соціальної реформістської партії.